# Collegio di Finchley and Golders Green
Finchley and Golders Green è un collegio elettorale situato nella Grande Londra, e rappresentato alla Camera dei comuni del Parlamento del Regno Unito. Elegge un membro del parlamento con il sistema first-past-the-post, ossia maggioritario a turno unico; l'attuale parlamentare è Sarah Sackman del Partito Laburista, che rappresenta il collegio dal 2024.

## Estensione

Finchley and Golders Green dal 2010 al 2024

- 1997–2010: i ward del borgo londinese di Barnet di Childs Hill, East Finchley, Finchley, Garden Suburb, Golders Green, St Paul's e Woodhouse.
- 2010–2024: come sopra, con in meno St Paul's, con in più West Finchley e sostituendo Finchley con Finchley Church End.
- dal 2024: i ward del borgo londinese di Barnet di Childs Hill, Cricklewood, East Finchley, Finchley Church End, Garden Suburb, Golders Green, West Finchley e Woodhouse.[1]

Il collegio copre Finchley, Golders Green, Childs Hill e Hampstead Garden Suburb nel borgo londinese di Barnet. Fu creato nel 1997 in sostituzione di Finchley, oltre a parti di Hendon South, mentre alcune parti di quest'ultimo andarono a costituire Chipping Barnet.
L'ex collegio di Finchley fu rappresentato dal Primo Ministro Margaret Thatcher dal 1959 fino al suo ritiro nel 1992.

## Membri del parlamento
| Elezione | Elezione | Deputato      | Partito      |
| -------- | -------- | ------------- | ------------ |
|          | 1997     | Rudi Vis      | Laburista    |
|          | 2010     | Mike Freer    | Conservatore |
|          | 2024     | Sarah Sackman | Laburista    |

## Elezioni

### Elezioni negli anni 2020
| Partito                    | Partito                                | Candidato                  | Risultati 4 luglio 2024 | Risultati 4 luglio 2024 |
| Partito                    | Partito                                | Candidato                  | Voti                    | %                       |
| -------------------------- | -------------------------------------- | -------------------------- | ----------------------- | ----------------------- |
|                            | Laburista                              | Sarah Sackman              | 21 857                  | 44,34                   |
|                            | Conservatore                           | Alex Deane                 | 17 276                  | 35,05                   |
|                            | Lib Dem                                | Sarah Hoyle                | 3 375                   | 6,85                    |
|                            | Verdi                                  | Steve Parsons              | 3 107                   | 6,30                    |
|                            | Reform UK                              | Bepi Pezzulli              | 2 598                   | 5,27                    |
|                            | Rejoin EU                              | Brendan Donnelly           | 486                     | 0,99                    |
|                            | Women                                  | Katharine Murphy           | 318                     | 0,65                    |
|                            | Indipendente                           | Michael Shad               | 272                     | 0,55                    |
|                            |                                        |                            |                         |                         |
| Iscritti                   | Iscritti                               | Iscritti                   | 77 500                  | 100,00                  |
| ↳ Votanti (% su iscritti)  | ↳ Votanti (% su iscritti)              | ↳ Votanti (% su iscritti)  | 49 289                  | 63,60                   |
| ↳ Astenuti (% su iscritti) | ↳ Astenuti (% su iscritti)             | ↳ Astenuti (% su iscritti) | 28 211                  | 36,40                   |
|                            |                                        |                            |                         |                         |
|                            | Esito: collegio confermato a Laburista |                            |                         |                         |

### Elezioni negli anni 2010
| Partito                    | Partito                                   | Candidato                  | Risultati 12 dicembre 2019 | Risultati 12 dicembre 2019 |
| Partito                    | Partito                                   | Candidato                  | Voti                       | %                          |
| -------------------------- | ----------------------------------------- | -------------------------- | -------------------------- | -------------------------- |
|                            | Conservatore                              | Mike Freer                 | 24 162                     | 43,84                      |
|                            | Lib Dem                                   | Luciana Berger             | 17 600                     | 31,94                      |
|                            | Laburista                                 | Ross Houston               | 13 347                     | 24,22                      |
|                            |                                           |                            |                            |                            |
| Iscritti                   | Iscritti                                  | Iscritti                   | 77 573                     | 100,00                     |
| ↳ Votanti (% su iscritti)  | ↳ Votanti (% su iscritti)                 | ↳ Votanti (% su iscritti)  | 55 109                     | 71,04                      |
| ↳ Astenuti (% su iscritti) | ↳ Astenuti (% su iscritti)                | ↳ Astenuti (% su iscritti) | 22 464                     | 28,96                      |
|                            |                                           |                            |                            |                            |
|                            | Esito: collegio confermato a Conservatore |                            |                            |                            |

| Partito                    | Partito                                   | Candidato                  | Risultati 8 giugno 2017 | Risultati 8 giugno 2017 |
| Partito                    | Partito                                   | Candidato                  | Voti                    | %                       |
| -------------------------- | ----------------------------------------- | -------------------------- | ----------------------- | ----------------------- |
|                            | Conservatore                              | Mike Freer                 | 24 599                  | 46,96                   |
|                            | Laburista                                 | Jeremy Newmark             | 22 942                  | 43,79                   |
|                            | Lib Dem                                   | Jonathan Davies            | 3 463                   | 6,61                    |
|                            | Verdi                                     | Adele Ward                 | 919                     | 1,75                    |
|                            | UKIP                                      | Andrew Price               | 462                     | 0,88                    |
|                            |                                           |                            |                         |                         |
| Iscritti                   | Iscritti                                  | Iscritti                   | 73 066                  | 100,00                  |
| ↳ Votanti (% su iscritti)  | ↳ Votanti (% su iscritti)                 | ↳ Votanti (% su iscritti)  | 52 389                  | 71,70                   |
| ↳ Astenuti (% su iscritti) | ↳ Astenuti (% su iscritti)                | ↳ Astenuti (% su iscritti) | 20 677                  | 28,30                   |
|                            |                                           |                            |                         |                         |
|                            | Esito: collegio confermato a Conservatore |                            |                         |                         |

| Partito                    | Partito                                   | Candidato                  | Risultati 7 maggio 2015 | Risultati 7 maggio 2015 |
| Partito                    | Partito                                   | Candidato                  | Voti                    | %                       |
| -------------------------- | ----------------------------------------- | -------------------------- | ----------------------- | ----------------------- |
|                            | Conservatore                              | Mike Freer                 | 25 835                  | 50,90                   |
|                            | Laburista                                 | Sarah Sackman              | 20 173                  | 39,74                   |
|                            | UKIP                                      | Richard King               | 1 732                   | 3,41                    |
|                            | Lib Dem                                   | Jonathan Davies            | 1 662                   | 3,27                    |
|                            | Verdi                                     | Adele Ward                 | 1 357                   | 2,67                    |
|                            |                                           |                            |                         |                         |
| Iscritti                   | Iscritti                                  | Iscritti                   | 72 512                  | 100,00                  |
| ↳ Votanti (% su iscritti)  | ↳ Votanti (% su iscritti)                 | ↳ Votanti (% su iscritti)  | 50 759                  | 70,00                   |
| ↳ Astenuti (% su iscritti) | ↳ Astenuti (% su iscritti)                | ↳ Astenuti (% su iscritti) | 21 753                  | 30,00                   |
|                            |                                           |                            |                         |                         |
|                            | Esito: collegio confermato a Conservatore |                            |                         |                         |

| Partito                    | Partito                                           | Candidato                  | Risultati 6 maggio 2010 | Risultati 6 maggio 2010 |
| Partito                    | Partito                                           | Candidato                  | Voti                    | %                       |
| -------------------------- | ------------------------------------------------- | -------------------------- | ----------------------- | ----------------------- |
|                            | Conservatore                                      | Mike Freer                 | 21 688                  | 45,99                   |
|                            | Laburista                                         | Alison Moore               | 15 879                  | 33,67                   |
|                            | Lib Dem                                           | Laura Edge                 | 8 036                   | 17,04                   |
|                            | UKIP                                              | Susan Cummins              | 817                     | 1,73                    |
|                            | Verdi                                             | Donald Lyven               | 737                     | 1,56                    |
|                            |                                                   |                            |                         |                         |
| Iscritti                   | Iscritti                                          | Iscritti                   | 77 180                  | 100,00                  |
| ↳ Votanti (% su iscritti)  | ↳ Votanti (% su iscritti)                         | ↳ Votanti (% su iscritti)  | 47 157                  | 61,10                   |
| ↳ Astenuti (% su iscritti) | ↳ Astenuti (% su iscritti)                        | ↳ Astenuti (% su iscritti) | 30 023                  | 38,90                   |
|                            |                                                   |                            |                         |                         |
|                            | Esito: collegio passa da Laburista a Conservatore |                            |                         |                         |

### Elezioni negli anni 2000
| Partito                    | Partito                                | Candidato                  | Risultati 5 maggio 2005 | Risultati 5 maggio 2005 |
| Partito                    | Partito                                | Candidato                  | Voti                    | %                       |
| -------------------------- | -------------------------------------- | -------------------------- | ----------------------- | ----------------------- |
|                            | Laburista                              | Rudi Vis                   | 17 487                  | 40,47                   |
|                            | Conservatore                           | Andrew Mennear             | 16 746                  | 38,75                   |
|                            | Lib Dem                                | Susan Garden               | 7 282                   | 16,85                   |
|                            | Verdi                                  | Noel Lynch                 | 1 136                   | 2,63                    |
|                            | UKIP                                   | Jeremy C. Jacobs           | 453                     | 1,05                    |
|                            | Rainbow Dream Ticket                   | Rainbow George Weiss       | 110                     | 0,25                    |
|                            |                                        |                            |                         |                         |
| Iscritti                   | Iscritti                               | Iscritti                   | 69 812                  | 100,00                  |
| ↳ Votanti (% su iscritti)  | ↳ Votanti (% su iscritti)              | ↳ Votanti (% su iscritti)  | 43 214                  | 61,90                   |
| ↳ Astenuti (% su iscritti) | ↳ Astenuti (% su iscritti)             | ↳ Astenuti (% su iscritti) | 26 598                  | 38,10                   |
|                            |                                        |                            |                         |                         |
|                            | Esito: collegio confermato a Laburista |                            |                         |                         |

| Partito                    | Partito                                | Candidato                  | Risultati 7 giugno 2001 | Risultati 7 giugno 2001 |
| Partito                    | Partito                                | Candidato                  | Voti                    | %                       |
| -------------------------- | -------------------------------------- | -------------------------- | ----------------------- | ----------------------- |
|                            | Laburista                              | Rudi Vis                   | 20 205                  | 46,26                   |
|                            | Conservatore                           | John Marshall              | 16 489                  | 37,75                   |
|                            | Lib Dem                                | Sarah Teather              | 5 266                   | 12,06                   |
|                            | Verdi                                  | Miranda Dunn               | 1 385                   | 3,17                    |
|                            | UKIP                                   | John A. de Roeck           | 330                     | 0,76                    |
|                            |                                        |                            |                         |                         |
| Iscritti                   | Iscritti                               | Iscritti                   | 76 178                  | 100,00                  |
| ↳ Votanti (% su iscritti)  | ↳ Votanti (% su iscritti)              | ↳ Votanti (% su iscritti)  | 43 675                  | 57,33                   |
| ↳ Astenuti (% su iscritti) | ↳ Astenuti (% su iscritti)             | ↳ Astenuti (% su iscritti) | 32 503                  | 42,67                   |
|                            |                                        |                            |                         |                         |
|                            | Esito: collegio confermato a Laburista |                            |                         |                         |

## Risultati dei referendum

### Referendum sulla permanenza del Regno Unito nell'Unione europea del 2016
|             | Collegio                   | Lasciare UE % | Rimanere in UE % |
| ----------- | -------------------------- | ------------- | ---------------- |
|             | Finchley and Golders Green | 30,9%         | 69,1%            |
|             | Inghilterra                | 53,3%         | 46,7%            |
| Regno Unito | 51,9%                      | 48,1%         |                  |